# Henri-Nicolas Frey
Henri-Nicolas Frey, född den 9 januari 1847 i Bocognano på Korsika, död den  6 januari 1932 i Nice, var en fransk general. 
Frey blev 1884 överstelöjtnant och ledde med framgång fälttåget vid Senegal och Niger 1885. Som överste deltog han med utmärkelse i striderna i Indokina 1890–1891 och var som brigadgeneral med i expeditionen till Kina 1900. Frey befordrades samma år till divisionsgeneral och fick senare befälet över kolonialtruppkåren. Han författade bland annat Campagne dans le Haut-Sénégal et le Haut-Niger (1888), Côte occidentale d'Afrique (1890), Annamites et extréme-occidentaux (1894), L'armée chinoise (1903) och Français et alliés au Pé-tschi-li (1904).